# Uma Blasini
Wilmadilis Blasini Pérez (sinh ngày 04 tháng 3 năm 1982 tại Ponce), nổi tiếng với nghệ danh Uma Blasini, là một người Puerto Rico giữ danh hiệu cuộc thi sắc đẹp Puerto Rico và là người đại diện cho Puerto Rico tại Miss Universe 2007 cuộc thi sắc đẹp.

## Những năm đầu
Blasini sinh ngày 4 tháng 3 năm 1982 tại Ponce, Puerto Rico và lớn lên ở Guayanilla.

## Nghề nghiệp
Là một người đã vượt qua căn bệnh ung thư tuyến giáp, Blasini đã tham dự cuộc thi Hoa hậu Hoàn vũ Puerto Rico năm 2005, đại diện cho San Juan, và đạt vị trí Á hậu 3. Hai năm sau, cô tiếp tục tham gia cuộc thi Hoa hậu Hoàn vũ Puerto Rico một lần nữa, đại diện cho thành phố quê hương Guayanilla. Lần này cô đã giành vương miện và trở thành tân Hoa hậu Hoàn vũ Puerto Rico 2007. Cô được trao vương miện bởi Zuleyka Rivera, người giữ danh hiệu Hoa hậu Hoàn vũ Puerto Rico 2006 trước khi cô đăng quang Hoa hậu Hoàn vũ 2006.
Sau đó, Uma đã tới México để thi đấu tại Hoa hậu Hoàn vũ năm 2007. Cô đã thất bại tại cuộc thi, được chiến thắng bởi Riyo Mori, Hoa hậu Nhật Bản.
Cô cũng đại diện cho Puerto Rico tại Miss Continente Americano 2007 tại Ecuador, nơi cô lọt vào Top 6, và tại cuộc thi Hoa hậu Du lịch Nữ hoàng Quốc tế 2007 tại Trung Quốc, nơi cô đã giành giải Áo dài đẹp nhất.

## Cao nhất
Blasini giữ kỷ lục Hoa hậu cao nhất Puerto Rico với chiều cao 6 ft 2 in (1,88 m).

## Cuộc sống cá nhân
Năm 2012, Blasini đã kết hôn với người bạn trai lâu năm Abel Misla. Cũng trong năm đó, họ chào đón đứa con đầu lòng, Fabian Esteban.

## Photofake của Maria Putina
Báo Daily Mirror của Anh đã đăng một bài viết gây tranh cãi của PHIL BOOTH  có tên "Maria Putin: Mọi điều bạn cần biết về con gái của Vladimir Putin khi cô trốn khỏi nhà Hà Lan" (ngày 25 tháng 7 năm 2014) về cô con gái lớn nhất của Vladimir Putin và bí mật của cô cuộc sống ở Hà Lan. Phiên bản trực tuyến của bài viết đó có thể được tìm thấy ở đây: https://www.mirror.co.uk/news/world-news/maria-putin-everything-you-need-3912791 Bài báo tạo ra khá nhiều cảm giác và tin tức gây bão trên phương tiện thông tin đại chúng Nga  nhưng không có yêu cầu pháp lý nào từ Liên bang Nga đối với tờ báo được đưa ra. Bức ảnh đầu tiên trong bài viết giả vờ đại diện cho Maria Putina (http://i1.mirror.co.uk/inending/article3913555.ece/ALTERNATE/s615/PAY-Maria-Putin.jpg) nhưng đó là Uma Blasini. Cô cũng không thực hiện bất kỳ hành động pháp lý chống lại tờ báo. Daily Mirror hay/và tác giả không bao giờ cố gắng đưa ra bất kỳ lời bào chữa nào cho việc sử dụng ảnh Uma Blasini (hoặc những bức ảnh tiếp theo cho thấy Darja Zakharova cùng với Putin và vợ trong cuộc bầu cử năm 2008 ở Moscow ).